# Gotícula respiratória

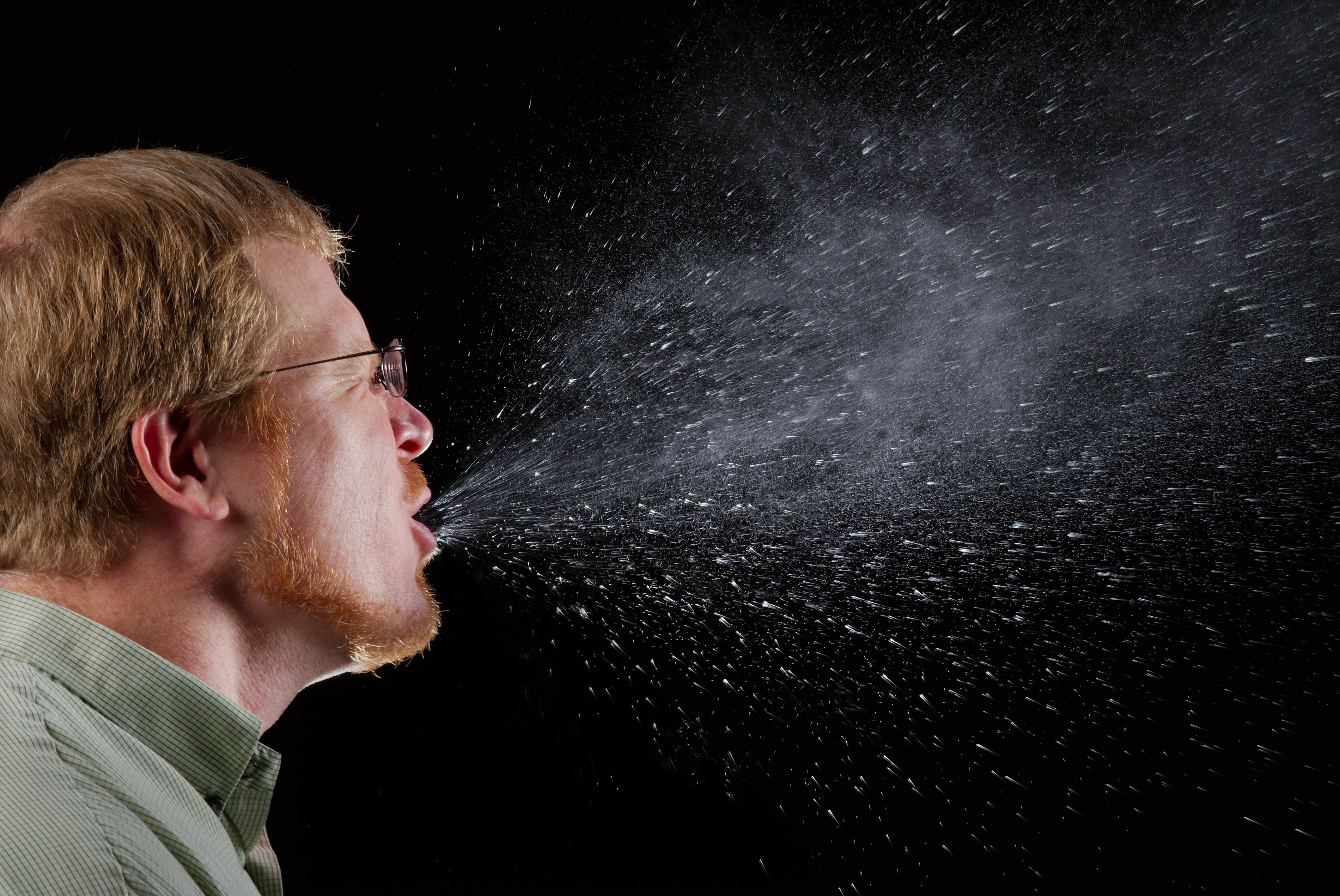
Gotículas respiratórias produzidas ao espirrar

Uma gotícula respiratória é uma partícula constituída essencialmente de água e com dimensão suficiente para cair no chão imediatamente depois de ter sido produzida. Geralmente define-se como uma partícula com diâmetro superior a 5 μm. As gotículas respiratórias podem ser produzidas naturalmente ao respirar, tossir, espirrar ou falar e podem ser produzidas artificialmente em procedimentos médicos que produzam aerossóis, como intubações, reanimação cardiorrespiratória, broncoscopias ou cirurgias.
As gotículas respiratórias podem conter agentes infeciosos e são uma forma comum de transmissão de doenças infeciosas respiratórias. A transmissão pode ocorrer quando as gotículas respiratórias atingem directamente a superfície de mucosas susceptíveis, como os olhos, nariz ou boca. As gotículas podem também depositar-se em objetos e superfícies próximas, transmitindo a infeção a quem nelas toque e leve as mãos à boca, nariz ou olhos. As gotículas respiratórias são grandes e não conseguem permanecer no ar por muito tempo.
Entre os vírus transmitidos por gotículas respiratórias estão os vírus da gripe, os rinovírus, vírus sincicial respiratório, enterovírus, norovírus, o vírus do sarampo e coronavírus como o coronavírus da SARS e o SARS-CoV-2 que causa a COVID-19. As gotículas respiratórias podem ainda transmitir bactérias e fungos. Por outro lado, são poucas as doenças que podem ser transmitidas por via aérea depois da gotícula secar.
A temperatura e humidade ambiente influenciam a capacidade de sobrevivência dos bioaerossóis, dado que depois de se evaporar e tornar mais pequena, a gotícula oferece menor proteção aos agentes infeciosos no seu interior. Regra geral, os vírus com envelope viral são mais estáveis em ar seco, enquanto vírus sem envelope viral são mais estáveis em ar húmido. Os vírus são também mais estáveis a baixas temperaturas.